# Sokół rdzawobrewy
Sokół rdzawobrewy (Falco femoralis) – gatunek średniej wielkości ptaka z rodziny sokołowatych (Falconidae), zamieszkujący Amerykę Północną i Południową. Nie jest zagrożony wyginięciem.
SystematykaBlisko spokrewniony z sokołem rudogardłym (F. deiroleucus) i białogardłym (F. rufigularis). Wyróżniono trzy podgatunki F. femoralis:
- F. femoralis septentrionalis – południowo-zachodnie USA do Hondurasu.
- F. femoralis femoralis – Nikaragua przez Amerykę Południową do Ziemi Ognistej.
- F. femoralis pichinchae – Andy od Kolumbii do północnego Chile i północno-zachodniej Argentyny.

Rozmiary i wyglądDługość ciała 38–43 cm, rozpiętość skrzydeł około 89 cm; masa ciała 208–500 g. Upierzenie ogólnie w jasnym tonie; wierzch ciała szary; wokół głowy kremowy pierścień; wąs ciemny. Policzki i pierś kremowe; spód ciała czarniawy, delikatnie prążkowany i kreskowany. Ogon prążkowany. Młode bardziej brązowe, od spodu kreskowane.
Zasięg, środowiskoAmeryka Południowa i Ameryka Północna; od południowych rejonów USA do Ziemi Ognistej. Głównie na suchych i otwartych nizinnych terenach.
PożywienieŻywi się głównie ptakami, ale także małymi ssakami (w tym nietoperzami), wężami, jaszczurkami, dużymi owadami i termitami.
Tryb życiaZwykle spotykany pojedynczo. Czatuje niezbyt wysoko, czasami zawisa w powietrzu; ofiarę chwyta w szybkim ataku; często poluje na zwierzęta wypłaszane przez pożary leśne.
StatusMiędzynarodowa Unia Ochrony Przyrody (IUCN) uznaje sokoła rdzawobrewego za gatunek najmniejszej troski (LC – least concern) nieprzerwanie od 1988 roku. Globalny trend liczebności populacji uznaje się za spadkowy ze względu na utratę i degradację siedlisk; w USA liczebność wzrasta dzięki programowi reintrodukcji.